# Hyperaspis signata
Hyperaspis signata är en skalbaggsart som först beskrevs av Olivier 1808.  Hyperaspis signata ingår i släktet Hyperaspis och familjen nyckelpigor.

## Underarter
Arten delas in i följande underarter:
- H. s. signata
- H. s. bicentralis